# チエ・カジウラ
チエ カジウラは、日本の歌手。本来の表記はChie Kajiuraだが、CDなどではチエ・カジウラ、またはチエ カジウラと表記している。

## 人物
自身のデビューに向け、デモ制作を重ねている中、デビューより先にテレビアニメ『マクロス7』劇中に登場するロックバンド「Fire Bomber」のボーカルを担当することが決まる。ヒロイン、ミレーヌ・ジーナスの歌唱部分の吹替担当。「M.MEG」名義で作詞も担当している。1995年シングル「…だけど ベイビー!!」がオリコン初登場15位を記録する。シングル「恋がおちた」「＊＊＊届くほど高く↑＊＊＊」「この森へ←」、アルバム『LOOPHOLE』『CONFUSION』、PV集『INSIDE MY BRAIN』をリリースしたあと、方向性の不一致により活動休止。2004年より復帰し、以降はライブハウスを中心に活動中。
キャンドルアーティストとして、イベントでのキャンドルプロデュースやweb販売も行っている。
元夫はギタリストの木暮武彦、娘は女優の杉咲花である。木暮とは杉咲の幼少期に離婚している。
また、洗足学園音楽大学でボーカルの講師を務めている。

## 略歴
- ソロデビュー時のプロデューサーKANAMEとのユニット「SunS market(サンズマーケット)」を2006年より活動。chie kajiura＋KANAMEとして3曲入りCD『Sample』（インターネット販売限定）をリリース。現在SunS market活動休止中。
- 森若香織マンスリーライブ『kaolyrics'07』ではkaolyrics'BANDとしてコーラス、パーカッションなどで2007年から1年間参加。
- 2014年10月26日にChie初の自主レーベル『MELT Records』より、ミニアルバム『睡眠HEAVEN』をリリース。
- 2016年10月30日に開催された『GO-BANG’S ワンマンライブ』六本木 SuperDeluxeでキャンドルナイトを担当しコーラスでゲスト出演。

## 作品

### アルバム
LOOPHOLE
1995年9月21日
1. RANDOM GOOD BOY
2. 恋がおちた
3. 恋とUSO
4. あなだらけのHeaven
5. …だけど ベイビー!!（album version）
6. My shoes
7. kily～ねじれた恋が笑いだす～
8. 涙が消えた
9. free and flowers
10. さようなら∞Turn around∞

confusion
1996年9月21日
1. この森へ←
2. inside my brain
3. →シロとクロ←
4. しゃぼんだま
5. love letter
6. dear FLOWER
7. かたまり
8. ＊＊＊届くほど高く↑＊＊＊（Album Version）
9. 矢印
10. 僕は?
11. 目をとじて…

### ミニアルバム
Gift 25 〜A Tribute to Mylene Jenius〜
2007年12月19日
1. SWEET FANTASY
2. LOVE SONG
3. 君に届け→
4. MY FRIENDS
5. PILLOW DREAM
6. What's my name？

「Love song」プロモーションDVD付き。

睡眠HEAVEN
2014年10月26日
1. 睡眠HEAVEN
2. 2mOoN
3. Pain
4. Because
5. 果てなき空
6. Breathe

### シングル
…だけど ベイビー!!
1995年7月24日（『マクロス7』後期エンディングテーマ）
1. …だけど ベイビー!!
2. あなだらけのHeaven
3. Sweet Fantasy（gero geroooo version)
4. …だけど ベイビー!!（instrumental version）

恋がおちた
1995年9月21日
1. 恋がおちた
2. RANDOM GOOD BOY
3. LOVE IT（gero geroooo version)
4. 恋がおちた（instrumental version)

＊＊＊届くほど高く↑＊＊＊
1996年3月23日
1. ＊＊＊届くほど高く↑＊＊＊
2. →シロとクロ←
3. ＊＊＊届くほど高く↑＊＊＊（instrumental version）

この森へ←
1996年9月21日
1. この森へ←
2. ←ツルワな議思不←
3. この森へ←（インストゥルメンタル）

### PV
INSIDE MY BRAIN ～brilliant synapse～
1996年9月21日
1. …だけど ベイビー！！
2. 恋がおちた
3. ＊＊＊届くほど高く↑＊＊＊
4. この森へ←

### その他
- MOTH POET HOTEL 『-A TRIBUTE TO THE MOTT THE HOOPLE-』 09.「TRUDI'S SONGS」 (カヴァー：Psychodelisious/コーラス：Chie Kajiura)
- Psychodelicious 『真夜中の太陽』(一般流通版『一人だけの世界』) 08.「眠るように…」 (作曲：木暮武彦/作詞：Chie Kajiura)
- 間重美(間寛平) 『TALKIN' BLUES』 02.「KAN-NINNNA'」 (コーラス : Chie kajiura)
- 森若香織 アルバム『Bye Bye Bye』（全曲コーラス&パーカッション：Chie kajiura） LIVE DVD『森若香織LIVE 〜Kaolyrics '07/'08〜』GO-BANG'Sデビュー20周年＋ソロワークの集大成！（コーラス&パーカッションで参加）
- SUGIZO『COSMOSCAPE』M8. 「Elan Vital」（FAIRY VOICE ：Chie Kajiura）
- chie kajiura＋KANAME『Sample』 3 tracks ／ 700yen（tax in）（オンライン.会場限定CD）1.PSYCHO OF BLUE 2.Moon 3.あるいて

### インターネット配信
- 2009年10月からitunes、レコチョクなどより1st、2ndアルバムの楽曲配信スタート。

## 「マクロス」関係
- 1994年から1995年にかけて放送された『マクロス7』とその関連作品において、ミレーヌ・ジーナスの吹き替えボーカルおよび「M.MEG」名義で作詞を担当。
  - MY FRIENDS
  - SWEET FANTASY
  - LOVE IT
  - PILLOW DREAM
  - 君に届け→
  - fall
  - 恋のマホウ
  - GO（自由な唄）
  - LOVE SONG
  - Ready GO.
  - PLASTICS
  - レゴリス
- 2007年12月19日、12年ぶりのリリース。初のセルフプロデュースによる『マクロス7』トリビュート（セルフカバー）アルバム『Gift 25 〜A Tribute to Mylene Jenius〜』を発売。アレンジにはKANAME（exコーザノストラ)、SUGIZO（LUNA SEA）の2人が担当。
- 2009年10月、PlayStation Portable用ゲーム『マクロスエースフロンティア』の続編『マクロス アルティメット フロンティア』主題歌としてFire Bomberの新曲登場。
- 2009年10月、マクロス7・15周年 Fire Bomberのニューアルバム『Re.FIRE!!』リリースが決定。アレンジャーに杉本恭一（レピッシュ）を迎えての新曲となる。
- 2009年10月17日、18日『マクロス元年記念マクロス クロスオーバーライブA.D.2009x45x59』幕張メッセイベントホールで「マクロス」歴代歌姫と共演。マクロスの歴史に名を刻む。
- 2009年11月27、28日 The Revival of Fire Bomber '09 ニューアルバム「Re.FIRE!!」リリースを記念して、東京渋谷C.C.Lemonホール大阪ZEPP OSAKAでFB単独ライブを行う。
- 2012年10月 アニマックスオリジナル音楽番組「STUDIO MUSIX」で、マクロスシリーズ30周年を記念した「マクロス」のアニメソング特番「STUDIO MUSIX マクロスナイト」O.A。
- 2012年10月24日 映画『マクロスFB7 銀河流魂 オレノウタヲキケ!』に合わせて、主題歌2曲をカップリングした両A面シングル「娘々FIRE!! 〜突撃プラネットエクスプロージョン / ヴァージンストーリー」をリリース。2曲目の「ヴァージンストーリー」がFire Bomberの新曲となる。
- 2012年11月23日、24日『FIRE BOMBER 2012』、東京渋谷公会堂、大阪なんばHatchで、3年ぶりのライブを行う。
- 2013年7月13日『マクロス クロスオーバーライブ30』クロスオーバーライブから4年、幕張メッセで「マクロス」オールスターが共演。
- 2014年10月19日、『マクロス7』20周年記念ライブ『FIRE BOMBER 2014 BASARA EXPLOSION』、神奈川県民ホールにゲスト出演。

## その他

### ラジオ
- ANGEL DUST（1995年） - ZIP-FM

## 関連アーティスト
- 杉本恭一
- CMJK
- 間寛平
- 伊藤銀次
- 木暮武彦
- 福山芳樹